# 바닐라코
바닐라코(영어: BANILA CO.)는 2005년 론칭한 (주)에프앤코의 로드샵 자회사이다. 에프앤코는 패션기업 에프앤에프의 자회사로 설립되어 화장품 브랜드 사업 전개를 시작했다.
NO. 1 베이스 메이크업을 추구하는 스타일리시 코스메틱을 표방하고 있다. 2005년 명동 1호점 오픈을 시작으로 2016년 5월 기준 국내 98개 매장을 운영중이다. 국내는 물론 중국, 필리핀, 대만, 일본에 진출하며 글로벌 시장 확장에도 성공하였다.

## 마케팅
바닐라코는 2016년 론칭 10년 만에 연 매출이 1,200억원에 달하는 메가 브랜드로 성장했다. 2009년 중국과 2015년 필리핀, 대만에 이어 2016년 말레이시아 등 해외 시장에도 성공적으로 진출하였고, 지난 2009년에는 한국 화장품 브랜드로 최초로 도쿄 하라주쿠에 단독 브랜드숍을 열었다. 2010년 중국에 진출한 이래 현지에 160개 매장을 운영하고 있다.
바닐라코는 모기업인 에프앤에프의 패션 브랜드가 갖고 있는 트렌디함과 튀는 디자인을 화장품에 잘 적용해 패션업체의 화장품 브랜드 론칭 첫 사례의 성공한 케이스로 평가 받고 있다.

## 주요 제품
- 잇 래디언트 CC 크림
- 클린 잇 제로 시리즈[5]
- 투 키세스 듀얼 틴트
- 서울 폭스테일 메가 볼륨 마스카라
- 쏘 컨투어링
- 화이트 웨딩

## 역대 모델
- 민효린 (2011년)
- 효린 (2011년)
- 제시카 (2012년 9월~2014년 8월)
- 송지효 (2014년 8월~2016년 8월)
- 태연 (2016년 9월~2018년 8월)[6]
- 한소희 (2018년 9월~2019년9월)